# Hirokawa (Fukuoka)
Hirokawa (jap. 広川町 Hirokawa-machi) ist eine Stadt im Yame-gun in der japanischen Präfektur Fukuoka.

## Geschichte
Die Machi Hirokawa entstand am 1. April 1955 aus dem Zusammenschluss der Mura Kamihirokawa (上広川村, -mura) und Nakahirokawa (中広川村, -mura). Am 1. Dezember 1955 wurden Teile des Mura Shimohirokawa (下広川村, -mura) eingemeindet.

## Angrenzende Städte und Gemeinden
- Kurume
- Chikugo
- Yame